# 김민균
김민균(한국 한자: 金民均, 1988년 11월 30일 ~ )은 대한민국의 전직 축구 선수로 현재 K5리그 서울의 양천 TNT의 플레잉 코치로 활동 중이며 현역 시절 대구 FC, 파지아노 오카야마, 야기엘로니아 비아위스토크, FC 안양, 울산 HD, 아산 무궁화, 서울 이랜드, 대전 코레일 등에서 미드필더로 활동했다.

## 축구인 경력

### 선수 경력
김민균은 2009 K리그 드래프트로 대구 FC에 입단했다. 2009년 3월 8일 성남 일화 천마를 상대로 데뷔하며 빠르게 주전 미드필더로 자리잡았다. 2009년 5월 16일에는 강원 FC와의 2대 2로 비기는 경기에서 첫 골을 기록하였다. 하지만 2010년에는 10경기 출전하는 동안 8경기를 교체 출전하면서 대부분 교체선수로 할동하였다.
2011년 3월 대구와 계약을 상호 해지한 후 파지아노 오카야마에 입단하였다. 이후 오카야마에서 두 시즌 간 73경기에 출전해 10골을 기록하였다.
2013년 겨울 이적시장을 통해 폴란드의 야기엘로니아 비아위스토크로 이적하여 5경기에 출전하였으나 시즌 종료 후 팀을 떠나 다시 오카야마로 복귀하였다. 2013 시즌 오카야마에서 12경기에 출전하여 2골을 기록하였다.
2014년 1월 울산 현대에 입단하며 국내 무대로 복귀하였다. 2014년 4월 19일에 열린 수원과의 리그 9라운드 경기서 팀이 0-2로 뒤지던 후반 40분에 만회골을 기록하였고, 뒤이어 5분 뒤 유준수의 동점골에 힘입어 2-2 무승부를 거두었다. 그리고, 2014년 9월 7일에 열린 경남과의 홈 경기에서 후반 42분, 멋진 시저스킥으로 결승골을 기록하여 팀의 2-1 승리를 이끌었다.
2016 시즌을 앞두고, FC 안양으로 임대 이적하였다. 안양에서는 2016년 5월 21일 서울E와의 경기에서 첫 골을 넣으며 시즌 동안 11골 4도움을 기록하며 안양의 임대신화를 새로 썼다.
2017 시즌에는 5월에 아산으로 입대가 예정되어있는 가운데 FA 자격을 취득했다.
2017년 2월 2일, FC 안양으로 완전이적하였다.
2017 시즌 중 아산 무궁화 FC에 입대했다.
2019년 2월 아산에서 전역했고, 전역 이후 서울 이랜드 FC에 입단했다. 2019년 4월 14일 FC 안양과의 경기에서 서울 이랜드에서의 첫 득점에 성공하였다. 공교롭게도, 김민균은 안양 시절 기록한 첫 득점도 서울 이랜드를 상대로 한 경기였다. 이 날 김민균은 도글라스 코치뉴의 골에 도움을 기록하기도 했다.
2020년 시즌부터 서울 이랜드 FC의 주장을 맡게 되었다.
2021년 10월 31일에 열린 리그 마지막 경기인 충남 아산 FC와의 원정 경기에서 교체 출전하며 K리그 통산 200 경기 출전을 달성하였고, 시즌을 마치고 계약 만료로 팀을 떠나게 되었다.
2022년 K3리그의 대전 한국철도 축구단에 입단했다.

### 국가대표 경력
김민균은 U-20 대표팀의 멤버로 2006년 AFC 청소년 축구 선수권 대회에 참가했다.

## 클럽 기록
2022년 3월 5일 기준
| 구단 경력   | 구단 경력                 | 구단 경력   | 구단 경력      | 리그 | 리그 | 리그 | 리그컵 | 리그컵 | 리그컵 | FA컵 | FA컵 | FA컵 | 총합 | 총합 | 총합 |
| 시즌        | 소속                      | 등번호      | 디비전         | 출장 | 득점 | 도움 | 출장   | 득점   | 도움   | 출장 | 득점 | 도움 | 출장 | 득점 | 도움 |
| ----------- | ------------------------- | ----------- | -------------- | ---- | ---- | ---- | ------ | ------ | ------ | ---- | ---- | ---- | ---- | ---- | ---- |
| 2009        | 대구 FC                   | 11          | K1             | 27   | 1    | 2    | 4      | 0      | 0      | 4    | 0    | ?    | 34   | 1    | 2    |
| 2010        | 대구 FC                   | 7           | K1             | 10   | 0    | 1    | 5      | 1      | 1      | 0    | 0    | 15   | 1    | ?    |      |
| 2011        | 파지아노 오카야마         | 26          | J2             | 35   | 4    | ?    | -      | -      | -      | 2    | 0    | ?    | 37   | 4    | 0    |
| 2012        | 파지아노 오카야마         | 7           | J2             | 38   | 6    | ?    | -      | -      | -      | 1    | 0    | ?    | 39   | 6    | 0    |
| 2012-2013   | 야기엘로니아 비아위스토크 | 7           | 엑스트라클라사 | 5    | 0    | ?    | 2      | 0      | 0      | 0    | 0    | 0    | 7    | 0    | 0    |
| 2013        | 파지아노 오카야마         | 13          | J2             | 12   | 2    | ?    | -      | -      | -      | 2    | 0    | ?    | 14   | 2    | 0    |
| 2014        | 울산 현대                 | ?           | K1             | 14   | 2    | 0    | -      | -      | -      | ?    | ?    | ?    | 14   | 2    | ?    |
| 2015        | 울산 현대                 | ?           | K1             | 0    | 0    | 0    | -      | -      | -      | ?    | ?    | ?    | 0    | 0    | ?    |
| 2016        | FC 안양                   | ?           | K2             | 38   | 11   | 4    | -      | -      | -      | ?    | ?    | ?    | 38   | 11   | 4    |
| 2017        | FC 안양                   | ?           | K2             | 10   | 4    | 4    | -      | -      | -      | ?    | ?    | ?    | 10   | 4    | 4    |
| 2017        | 아산 무궁화               | ?           | K2             | 7    | 0    | 0    | -      | -      | -      | ?    | ?    | ?    | 7    | 0    | ?    |
| 2018        | 아산 무궁화               | ?           | K2             | 18   | 4    | 0    | -      | -      | -      | ?    | ?    | ?    | 18   | 4    | ?    |
| 2019        | 서울 이랜드 FC            | 14          | K2             | 32   | 5    | 6    | -      | -      | -      | 0    | 0    | 0    | 32   | 5    | 6    |
| 2020        | 서울 이랜드 FC            | 10          | K2             | 24   | 5    | 0    | -      | -      | -      | 0    | 0    | 0    | 24   | 5    | 0    |
| 2021        | 서울 이랜드 FC            | 10          | K2             | 11   | 0    | 1    | -      | -      | -      | 1    | 0    | 0    | 12   | 0    | 1    |
| 2022        | 대전 한국철도 축구단      | 9           | K3             | 1    | 0    | 0    | -      | -      | -      | 0    | 0    | 0    | 1    | 0    | 0    |
| 커리어 통산 | 커리어 통산               | 커리어 통산 | 커리어 통산    | 279  | 46   | 16   | 9      | 1      | 1      | 14   | 1    | ?    | 302  | 48   | ?    |

## 수상

### 팀

#### 아산 무궁화 축구단
- K리그2 우승: 2018